# 达拉·萨达卡
达拉·萨达卡（Dara Sedaka），美國猶太裔女歌手，1982年千年女王電影版英語主題曲《Angel Queen》主唱者，喜多郎作曲。
她亦是尼尔·萨达卡的女兒。